# دانشگاه آتن
دانشگاه آتن (یونانی: Εθνικόν και Καποδιστριακόν Πανεπιστήμιον Αθηνών) دانشگاه دولتی یونانی است، که در سال ۱۸۳۷ تأسیس شد.

## دانشکده‌ها
این دانشگاه به ۹ مدرسه آکادمیک یا دانشکده تقسیم شده است. هشت تا از این مدرسه های آکادمیک به رشته های مهندسی و یکی از مدارس آن به علوم کاربردی مانند ریاضی و فیزیک اختصاص داده شده است. دانشکده های این دانشگاه عبارتند از:
- دانشکده فیزیک و ریاضی کاربردی
- دانشکده مهندسی الکتریک و کامپیوتر
- دانشکده مهندسی شیمی
- دانشکده مهندسی معدن
- دانشکده مهندسی دریا
- دانشکده مهندسی نقشه‌ برداری
- دانشکده مهندسی عمران
- دانشکده مهندسی مکانیک
- دانشکده معماری

دانشگاه فنی ملی آتن دارای چندین پردیس می باشد که تمامی پردیس های این دانشگاه در داخل شهر آتن مستقر هستند.